# Јахачи ветра
„Јахачи ветра” је југословенски и македонски ТВ филм из 1982. године. Режирао га је Љупчо Билбиловски који је написао и сценарио.

## Улоге
| Глумац            | Улога |
| ----------------- | ----- |
| Борис Чоревски    |       |
| Мето Јовановски   |       |
| Перица Мартиновић |       |
| Вера Вучкова      |       |